# Patriotas de Córdoba FC
Patriotas de Córdoba FC ist ein Fußballverein aus der im mexikanischen Bundesstaat Veracruz gelegenen Stadt Córdoba. Heimspielstätte ist das Estadio Rafael Murillo Vidal.

## Geschichte
Der Verein wurde im Frühjahr 2009 von Juan Antonio Lavín Torres gegründet, der zu jener Zeit auch Bürgermeister der Stadt Córdoba war. Um dem Verein einen Startplatz in der viertklassigen Tercera División zu verschaffen, erwarb Lavín die Lizenz des Nachbarvereins CF Caballeros de Córdoba, der in den Jahren zuvor in der Tercera División vertreten war. 
Lavín hatte die Vision, eine Mannschaft auf die Beine zu stellen, die ausschließlich aus Spielern bestand, die in Córdoba geboren oder zumindest aufgewachsen waren, um eine möglichst große Identifikation des Vereins mit der Stadt zu erreichen. Tatsächlich bestand die Mannschaft, die in der Saison 2009/10 ihr Debüt gab, vorwiegend aus einheimischen Spielern. Von dem 27 Mann umfassenden Kader waren 24 aus Córdoba und je einer aus Orizaba, Amatlán und Chocaman.
Die nahezu ausschließlich aus einheimischen Spielern zusammengesetzte Mannschaft beendete die Saison 2009/10 in ihrer Regionalgruppe 2 auf dem dritten Platz und qualifizierte sich für die im Play-off-Verfahren ausgetragene Meisterschaftsendrunde, wo sie sich in Runde eins nach 3:3 und 2:2 erst im Elfmeterschießen (6:5) gegen die Conejos de Tuxpan durchsetzen konnte. Nach relativ klaren Siegen gegen die Chapulineros de Oaxaca (3:0 und 1:1) und die Corsarios de Campeche (0:0 und 6:3) benötigten die Patriotas im Viertelfinale gegen den CF Galeana Morelos erneut einen Sieg im Elfmeterschießen (3:2), nachdem es in den vorherigen 180 Minuten (1:2 und 1:0) keinen Sieger gegeben hatte. Durch anschließende Erfolge gegen die Potros de la UAEM (2:1 und 2:2)  und América Manzanillo (2:2 und 2:1) gewann die Mannschaft am Ende ihrer ersten Saison auf Anhieb die Meisterschaft und schaffte somit den Aufstieg in die drittklassige Segunda División, in der die Patriotas seither vertreten sind.

## Erfolge
- Meister der Tercera División: 2009/10